# Pleromella opter
Pleromella opter är en fjärilsart som beskrevs av Dyar 1921. Pleromella opter ingår i släktet Pleromella och familjen nattflyn. Inga underarter finns listade i Catalogue of Life.